# Plectris lobaticollis
Plectris lobaticollis är en skalbaggsart som beskrevs av Frey 1967. Plectris lobaticollis ingår i släktet Plectris och familjen Melolonthidae. Inga underarter finns listade i Catalogue of Life.